# Tunesië

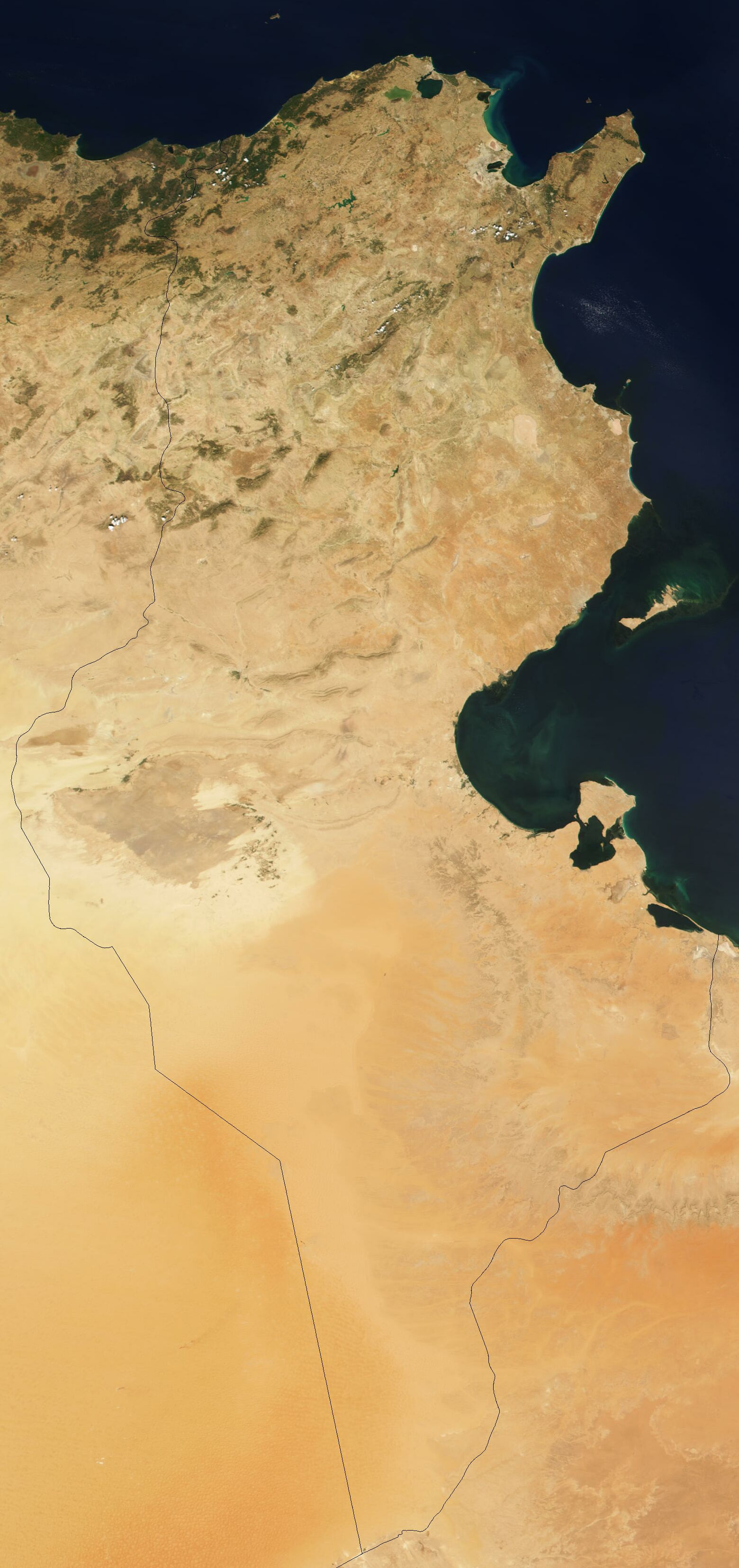
Satellietfoto Tunesië

Tunesië (Arabisch: تونس, Frans: Tunisie), officieel de Republiek Tunesië (Arabisch: الجمهورية التونسية, al-Jumhūrīyah at-Tūnisīyah, Frans: République tunisienne), is een land in Noord-Afrika dat grenst aan Algerije en Libië en aan de Middellandse Zee. Het behoort tot de Maghreblanden, waartoe ook Marokko, Mauritanië, Algerije en Libië worden gerekend.

## Geschiedenis
Er zijn aanwijzingen dat na de ineenstorting van de tempelcultuur van Malta groepen het eiland verlieten en zich in Tunesië vestigden, getuige de megalithische monumenten van Ellès en soortgelijke bouwwerken in het gouvernement Siliana.
Vanaf de 10e eeuw v.Chr. werden de kustgebieden gekoloniseerd door Feniciërs. Hun belangrijkste nederzetting, Carthago, was vanaf de 5e eeuw v.Chr. een geduchte concurrent voor het opkomende Romeinse Rijk. De climax van de strijd tussen de beide steden was de legendarische veldtocht naar Italië van de Carthaagse generaal Hannibal, zoon van Hamilcar Barkas. In 146 v.Chr. werd Carthago door de Romeinen met de grond gelijk gemaakt en werd het huidige Tunesië ingelijfd bij het Romeinse rijk. In de late oudheid werd Tunesië eerst overheerst door de Vandalen, daarna door de Byzantijnen.
In de 7e eeuw werd Tunesië ingenomen door de Arabieren, die de islam introduceerden. Tot de 10e eeuw maakte de regio deel uit van de grotere Arabische kalifaten. Vanaf de 11e eeuw had het land zwaar te lijden onder vernietigende invallen door de Banu Hilal bedoeïen. Van de 10e tot de 16e eeuw heersten een opvolging van Berberdynastieën over het land: de Ziriden (973-1152), de Almohaden (1152-1229) en de Hafsiden (1229-1574). Onder deze laatste werd Tunis de hoofdstad en ontwikkelde het land zich als een grootmacht. Gedurende deze periode was het land constant in conflict met het Marokko van de Meriniden. Na enkele mislukte pogingen van Spanje om de Reconquista uit te breiden naar het Noord-Afrikaanse vasteland kregen vanaf eind 16e eeuw de Ottomanen het voor het zeggen. Zij regeerden Tunesië via de bei van Tunis, een machtige gouverneur die in de praktijk regeerde als een autonome vorst. Onder de beis ontwikkelde Tunis zich tot een belangrijke haven voor de beruchte Barbarijse zeerovers. Toen in de loop van de 19e eeuw de bei in financiële moeilijkheden raakten, grepen de Fransen, die eerder al Algiers hadden ingenomen, hun kans en bezetten het land. 
Van november 1942 tot mei 1943, ten tijde van het Vichyregime, werd Tunesië bezet door nazi-Duitsland. Halverwege de 20e eeuw werd Tunesië zelfstandig: eerst als monarchie maar al spoedig daarna als republiek.

### Belangrijke data
| 12 mei 1881      | Frans protectoraat |
| 1942-1943        | Duitse bezetting, pro-nationalistische bei Muhammad al-Munsif |
| 1943-1957        | bei Muhammad VIII al-Amin |
| 1954-1956        | premier Tahar ben-Ammar |
| 3 juni 1955      | autonomie |
| 20 maart 1956    | onafhankelijk Koninkrijk Tunesië met Muhammad al-Amin als staatshoofd en Habib Bourguiba van de Parti Socialiste Destourien als premier                                                   |
| vanaf 1956       | nationalisering Franse bedrijven, collectivisatie van de landbouw, stichting landbouwcoöperaties                                                                                          |
| 25 juli 1957     | de Republiek Tunesië wordt uitgeroepen: koning Muhammad al-Amin wordt afgezet, Habib Bourguiba wordt president                                                                            |
| 1978             | vanwege aanhoudende stakingen wordt de noodtoestand afgekondigd |
| 1980             | plundering grensstad door Libische militairen |
| 1981             | studentenrellen; invoering meerpartijenstelsel |
| 1984             | verbod op het dragen van een hoofddoek in openbare gebouwen |
| 2 oktober 1987   | Zine El Abidine Ben Ali wordt door Bourguiba als premier aangesteld |
| 7 november 1987  | Ben Ali zet Bourguiba af en wordt president |
| december 1987    | Ben Ali stapt uit de Parti Socialiste Destourien en richt het Rassemblement Constitutionnel Démocratique op                                                                               |
| 1990             | Ben Ali keurt de Iraakse bezetting van Koeweit scherp af |
| 1991             | Tunesië keurt de Amerikaanse en Britse inval in Irak af. De islamitische Ennahda-beweging groeit                                                                                          |
| 2003             | Tunesië keurt de aanval door de Coalitie-troepen op Irak af |
| 14 januari 2011  | De Jasmijnrevolutie begint. Zine El Abidine Ben Ali vlucht naar Saoedi-Arabië |
| 23 oktober 2011  | Eerste vrije verkiezingen sinds de val van het dictatoriale regime |
| 13 december 2011 | Moncef Marzouki wordt door het parlement verkozen tot interim-president |
| 5 oktober 2013   | Tussen de fracties in de Grondwetgevende Vergadering wordt een "routekaart naar democratie" overeengekomen                                                                                |
| 8 februari 2014  | De nieuwe grondwet wordt ondertekend. Tunesië wordt een parlementaire democratie met een semi-presidentieel systeem, waarin de macht wordt gedeeld tussen president, premier en parlement |
| 6 maart 2014     | Bij presidentieel decreet wordt de noodtoestand opgeheven |

## Flora en fauna
Aan de noordkust en in het Atlasgebergte ligt een mediterraan loof- en struikgewasbos met steeneik, kurkeik en aleppo-den, waar naast klein wild ook wilde zwijnen voedsel vinden.

## Bevolking

### Demografie
Genetische studies uitgevoerd door National Geographic in Tunesië, hebben getoond dat de bevolking 88% Amazigh (berbers), 5% Europees, 4% Arabisch en 2% sub-Saharaans is. De bevolking bestaat dus voor het grootste gedeelte uit Berbers. Veel Tunesiërs zijn zich hiervan echter niet meer bewust en beschouwen zichzelf als Arabieren. Na de Jasmijnrevolutie van 2011 kwam er echter een eind aan de volstrekte dominantie van de Arabische cultuur. Als Berber kon je nu trots zijn op je Berber-afkomst. Er kwam zelfs een Berber-museum, waardoor de Tunesiërs konden kennisnemen van de/hun Berbercultuur.
In de loop van de geschiedenis hebben veel verschillende volken het grondgebied bezet en er hun sporen achtergelaten.
The World Factbook van de CIA meldt over 2023 de volgende cijfers:
- bevolkingsgroei: 0,63%;
- sterftecijfer: 6,4 per 1000 inwoners;
- geboortecijfer: 14,1 per 1000 inwoners;
- levensverwachting: gemiddeld 77,1 jaar (mannen: 75,4 jaar, vrouwen: 78,8 jaar);
- Uitgaven voor gezondheidszorg: 6,3% van het bbp (2020);
- Onderwijsuitgaven: 7,3% van het bbp (2016);
- analfabetisme: 17,3% (mannen: 10,9%, vrouwen: 17,3% (2021));
- bevolkingsgroepen: 98% Arabieren, 1% Europeaan en overige groepen 1%;
- religie: soennitische moslims: 99%, overige (waaronder christenen, joden, sjiitische moslims, soefi moslims, ibaditische moslims en bahai) < 1%;
- werkloosheid bij de jeugd 15-24 jaar: totaal 38,3% (mannen 37,1%, vrouwen 41,2%) (2021);
- migratiesaldo: -1,3 migranten per 1000 inwoners.

### Religie

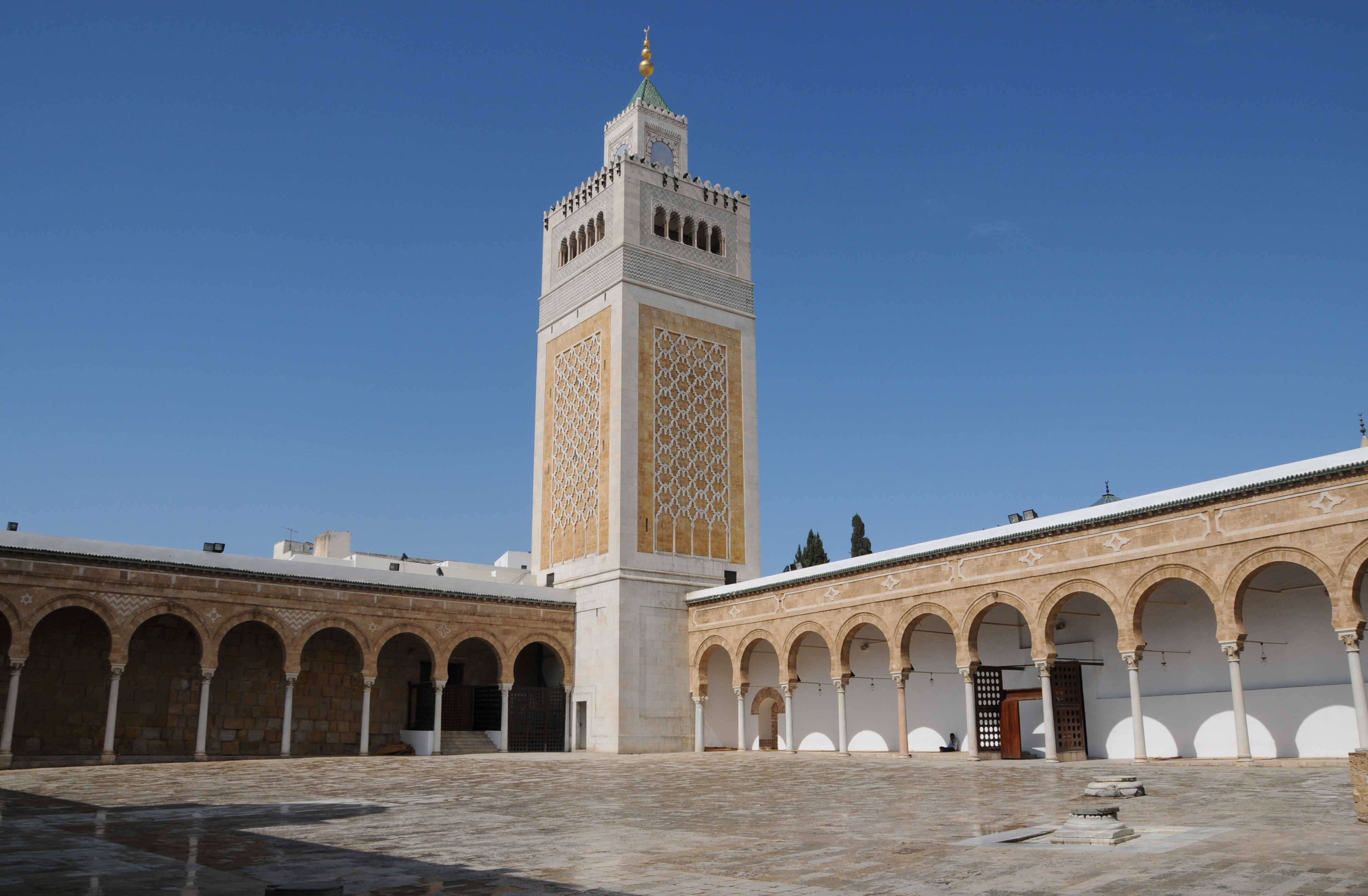
De Al-Zaytuna-moskee in Tunis, die gebouwd werd in de 7e eeuw

De grondwet van Tunesië bepaalt dat de staatsgodsdienst de islam is. Ruim 99% van de bevolking staat geregistreerd als islamitisch. De meerderheid van de moslims in Tunesië zijn soennieten maar er zijn ook kleine gemeenschappen sjiieten, soefis en ibadieten. Het land is lid van de Organisatie voor Islamitische Samenwerking (OIS) sinds de oprichting in 1969. Tunesië kent slechts een beperkte vorm van godsdienstvrijheid. Zo kan volgens de grondwet enkel een moslim president worden en mogen niet-islamitische religies niet proberen moslims tot hun geloof te bekeren.
In Tunesië wonen kleine minderheden van christenen, joden en bahai.
Het christendom in Tunesië kent een lange geschiedenis. Cyprianus was in de 3e eeuw bisschop in Carthago. De katholieke gemeenschappen, die in de 12e eeuw nog belangrijk waren, verdwenen aan het einde van de 14e eeuw. In 1884 werd er opnieuw een aartsbisdom opgericht (het Aartsbisdom Carthago), dat echter in 1964 onder druk van de Tunesische regering werd opgeheven en omgezet in de prelatuur (nullius) Tunis. De meeste kerken werden toen ook genationaliseerd. De kathedraal van Saint-Louis werd aan de eredienst onttrokken en is sinds 1993 onder de naam Acropolium in gebruik als cultureel centrum. In 1995 werd de prelatuur wederom verheven tot aartsbisdom. Sinds 16 maart 2013 staat aartsbisschop Ilario Antoniazzi aan het hoofd van het Rooms-katholiek aartsbisdom van Tunis. De Kathedraal van Sint-Vincent-de-Paul is de meeste gekende kathedraal van het land. In 2007 waren er 25.000 christenen in Tunesië.
Woonden er in vroeger jaren nog circa 85.000 joden in Tunesië, in 1972 waren dat er nog slechts 25.000 en in 2007 nog 1.500. In 2011 werd het aantal gesteld op 1.700, waarvan er 700 in Tunis woonden en 1.000 op het eiland Djerba. El-Ghriba, de eeuwenoude synagoge van het eiland, was op 11 april 2002 het doelwit van een bomaanslag waarbij 20 mensen de dood vonden.
De jodenbuurt van Tunis heette Hara, het tegenwoordige Hafsia.

### Steden
De hoofdstad van Tunesië is Tunis, dat in het noorden van het land ligt. Buiten de medina die nog een traditionele sfeer ademt, is Tunis deels een westers aandoende stad, voornamelijk door de invloed van het voormalige Franse koloniale bewind.

## Bestuurlijke indeling
Tunesië is staatkundig onderverdeeld in 24 gouvernementen (معتمدية, muʿtamadiyya), verder verdeeld in gemeenten (البلدية, albaladia).

## Geografie
Tunesië is het kleinste van de Maghreblanden. Het ligt in het noorden van Afrika aan de Middellandse Zee en is van Europa gescheiden door het 140 km brede kanaal van Sicilië. Sicilië en het zuiden van Sardinië zijn dichtbij.

## Economie
De marktgerichte economie van Tunesië werd lang gezien als het succesverhaal van Afrika, maar wordt sinds de Arabische Lente van 2011 geconfronteerd met een scala aan uitdagingen.
Na een verkeerd afgelopen experiment met een socialistisch beleid in de jaren zestig werd begonnen met een strategie gericht op een versterking van de export, buitenlandse investeringen en toerisme. Belangrijke exportproducten zijn textiel, kleding, levensmiddelen, aardolieproducten, chemische stoffen en fosfaten. Ongeveer 80% van de exportproducten gaat naar de Europese Unie.
De liberale strategie, in combinatie met investeringen in onderwijs en infrastructuur, zorgden decennialang voor 4-5% jaarlijkse groei van het bbp en een verbetering van de levensstandaard. Voormalig president Zine El Abidine Ben Ali (1987-2011) handhaafde dit beleid, maar uiteindelijk belemmerden vriendjespolitiek en corruptie economische prestaties en steeg de werkloosheid. De onvrede die hierdoor ontstond, droeg bij aan de omverwerping van het regime in januari 2011. Hierna kwam de economie van Tunesië in een neerwaartse spiraal terecht. Investeringen en inkomsten uit toerisme daalden scherp.
De regering die sinds eind 2014 aan de macht is, probeert buitenlandse bedrijven en investeerders gerust te stellen, de begroting en lopende tekorten onder controle te krijgen, de werkloosheid te verlagen en de economische ongelijkheden in het land terug te dringen.
De opeenvolgende terreuraanslagen tegen de toeristische sector en werknemersstakingen in de fosfaatsector, samen goed voor bijna 15% van het bruto binnenlands product, vertraagden de groei tot minder dan 1% van het bbp in 2015 en 1,5% in 2016. Het land is op zoek naar meer buitenlandse investeringen en probeert samen te werken met de vakbonden om de arbeidskostenverstoring te beperken.
The World Factbook van de CIA meldt over 2021 de volgende cijfers over de Tunesische economie:
- Export: 13,743 miljard dollar. Belangrijkste exportbestemmingen: Frankrijk (29%), Italië (17%) en Duitsland (13%) (2019)
- Import: 24,269 miljard dollar. Belangrijkste partners hiervoor: Frankrijk (17%), Italië (16%), Duitsland (8%), China (8%) en Algerije (7%) (2019)
- Koopkrachtpariteit: 127,509 miljard dollar (dollarwaarde 2017)
- Bruto binnenlands product (officiële wisselkoers): 38,884 miljard dollar (2019)
  - Samenstelling: landbouw 10,1%, industrie 26,2%, diensten: 63,8% (2017)
  - Reëel groeicijfer: 4,32%
  - Koopkrachtpariteit per hoofd van de bevolking: 10.400 dollar (dollarwaarde 2017)
- Werkloosheid: 16,82%
- Bevolking onder armoedegrens: 15,2% (2015)
- Begroting: inkomsten 10,866 miljard dollar, uitgaven 12,375 miljard dollar (2019)
- Begrotingstekort: 5,8% van het bbp (2017)
- Inflatiepercentage: 5,71%
- Groeipercentage industriële productie: 8,6%
- Overheidsschuld: 70,3% van het bbp (2017)
- wisselkoers: Tunesische dinar (TND) per Amerikaanse dollar (2,794)

### Vervoer
Tunesië onderhoudt 32.332 kilometer aan wegen, waarvan 12.264 kilometer verhard is. De belangrijkste Tunesische autosnelwegen zijn de A1 van Tunis naar Sfax, de A3 van Tunis naar Beja en de A4 van Tunis naar Bizerte.
Er zijn 29 vliegvelden in Tunesië. De belangrijkste vliegvelden van Tunesië zijn de luchthaven Tunis-Carthage, luchthaven Djerba-Zarzis, luchthaven Enfidha en luchthaven Monastir. Er zijn zeven geregistreerde luchtvaartmaatschappijen. De bekendste luchtvaarmaatschappij van Tunesië is Tunisair.
Het spoorwegnet is in totaal 2173 kilometer lang. Het wordt geëxploiteerd door SNCFT (Société Nationale des Chemins de Fer Tunisiens). Rond Tunis ligt een lightrailnetwerk dat beheerd wordt door het Tunesisch bedrijf Transtu.

### Energie
De meerderheid van de elektriciteit die Tunesië gebruikt, wordt in Tunesië geproduceerd door staatsbedrijf STEG (Société Tunisienne de l'Electricité et du Gaz). In 2019 werd een totaal van 16 miljard kWh geconsumeerd. Verder werd 631 miljoen kWh geëxporteerd en 472 miljoen kWh geïmporteerd.
In 2020 werd 95,9% van de totale elektriciteitsproductie gerealiseerd met fossiele brandstoffen. Tunesië heeft 12 olievelden. Het belangrijkste is El Bourma. In 2020 werden 42.500 vaten olie per dag geproduceerd.
Na een bezoek van de Franse president Nicolas Sarkozy in 2008 was er sprake van Franse hulp bij het bouwen van wat Tunesiës eerste kerncentrale had moeten worden. In 2015 werden deze plannen stilgelegd. In plaats daarvan bestudeert Tunesië andere opties voor het diversifiëren van de energiemix, zoals duurzame energie, steenkool, schaliegas en aardgas.

### Watervoorziening en sanitaire voorzieningen
Tunesië heeft de hoogste toegangsniveaus bereikt voor watervoorziening en sanitaire voorzieningen in het Midden-Oosten en Noord-Afrika. Vanaf 2011 benaderde de toegang tot veilig drinkwater bijna 100% in stedelijke gebieden en 90% in landelijke gebieden. Tunesië levert het hele jaar drinkwater van goede kwaliteit.
De verantwoordelijkheid voor de watervoorzieningssystemen in stedelijke gebieden en grote plattelandscentra wordt toegewezen aan de Sociéte Nationale d'Exploitation et de Distribution des Eaux (SONEDE), een nationale watervoorzieningsautoriteit die een autonome openbare entiteit is onder het ministerie van Landbouw. De planning, het ontwerp en het toezicht op de kleine en middelgrote watervoorzieningen in de resterende landelijke gebieden vallen onder de verantwoordelijkheid van de Direction Générale du Génie Rurale (DGGR).
In 1974 werd ONAS opgericht om de sanitatiesector te beheren. Sinds 1993 heeft ONAS de status van hoofdoperator voor de bescherming van het watermilieu en de bestrijding van verontreiniging.
Het percentage niet-betaald water is het laagste in de regio met 21% in 2012.

## Toerisme in Tunesië
Tunesië is voor veel Europeanen een vakantieland. Populaire vakantiebestemmingen in het land zijn het eiland Djerba, en kustplaatsen als Sousse, Hammamet en Port El Kantaoui. Het land kent verder archeologische sites als die van Carthago dicht bij Tunis en El Djem met een Romeins amfitheater. Ook heeft het land gevarieerde soorten landschappen: van woestijnlandschap in de Sahara in het zuiden tot bossen in het noorden op het schiereiland Kaap Bon. Een goedkope manier van reizen is de gedeelde taxi (genaamd louage), waarvoor men op goed geluk naar een taxistandplaats kan gaan: de chauffeurs zijn blij als ze hun taxi vol krijgen. Minder bekend dan het eiland Djerba zijn de Kerkenna-eilanden die voor de kust van Sfax liggen.
Belangrijke oases in Tunesië zijn Tozeur en Douz. Vanuit deze plaatsen kan men de Sahara verkennen, alsmede het zoutmeer Sjott el-Djerid. Wie nog nooit een fata morgana heeft gezien, maakt hier een goede kans er een waar te nemen. Sidi Bou Said is een pittoreske plaats niet ver van de hoofdstad Tunis, die onder meer kunstzinnige mensen aantrekt.

### Bezienswaardigheden
- Archeologisch Museum van Sousse
- Bab el Allouj
- Bardomuseum
- Byrsa
- Dar Othman
- Kathedraal van Saint-Louis
- Ksar Ouled Soltane
- Matmata
- Monumenten op de Werelderfgoedlijst
- Port El Kantaoui
- Diverse ribats (onder meer bij Monastir en bij Sousse)

#### Golf in Tunesië
De Fransen hebben de golfsport in Tunesië geïntroduceerd. Al in 1927 werd de Carthage Golf Club (par 66) opgericht, een van de oudste golfclubs in Afrika. Eind 2009 had het land tien golfclubs en twaalf 18-holesbanen.

## Politiek

### Staatsinrichting
De grondwet van Tunesië dateert van 2014. Volgens die grondwet is het land een democratie met een semipresidentieel systeem en wordt er gekozen voor een evenwichtige verdeling van de (politieke) macht. Zo wordt de uitvoerende macht verdeeld over de president en de eerste minister. Deze laatste is de belangrijkste functie.

#### De President van de Republiek
De president van de Republiek Tunesië wordt gekozen door middel van rechtstreekse algemene verkiezingen voor een periode van vijf jaar. Iedere moslim die ten minste 35 jaar oud is, sinds de geboorte de Tunesische nationaliteit heeft en geen andere nationaliteit heeft of zich formeel verbindt om af te zien van een andere nationaliteit wanneer verkozen, kan kandidaat zijn bij de Tunesische presidentsverkiezingen. Overeenkomstig met artikel 75 van de Grondwet mag niemand meer dan twee ambtstermijnen vervullen, hetzij opeenvolgend of gescheiden. Deze bepaling kan niet worden gewijzigd om het aantal termen te verhogen.
De president is het staatshoofd en opperbevelhebber van de strijdkrachten en definieert het algemene beleid van het buitenlands beleid, defensie en nationale veiligheid. Hij benoemt de Grootmoefti van de Republiek, de Gouverneur van de Centrale Bank, evenals hoge posten binnen de diplomatieke diensten, de nationale veiligheid en defensie. Hij kondigt wetten aan die zijn aangenomen door de Volksvertegenwoordiging en kan om nader overleg vragen. Als het algemeen belang dit rechtvaardigt, kan hij ook wetten aan een referendum onderwerpen. De president kan het Tunesische parlement voor zijn zittingsperiode ontbinden. Wanneer het land in gevaar is, kan de president tijdelijk buitengewone bevoegdheden uitoefenen.
De Vergadering van volksvertegenwoordigers kan met een meerderheid van twee derde van haar leden besluiten het mandaat van de president te beëindigen in geval van schending van de Grondwet. De president heeft het recht gratie te verlenen in naam van de republiek. De president kan ook wetsvoorstellen indienen aan het parlement (recht van initiatief). De president benoemt en ontslaat alle gouverneurs die aan het hoofd staan van gouvernementen op voorstel van de minister van Binnenlandse Zaken. De president geniet tijdens zijn ambtstermijn rechterlijke immuniteit.

#### De Eerste Minister
De Tunesische regering bestaat uit een eerste minister en de door hem benoemde ministers en staatssecretarissen. De benoeming en het ontslag van de ministers van Buitenlandse Zaken en van Defensie gebeurt in overeenstemming met de president van de republiek. De president benoemt de voorgedragen kandidaat van de politieke partij die het grootste aantal zetels in de meeste recente parlementsverkiezingen heeft behaald tot premier, waarna die 2 maanden de tijd heeft om een regering te vormen en het vertrouwen van het parlement te krijgen. Als het niet lukt om een regering te vormen of als die niet het vertrouwen krijgt, start de president overleg met alle politieke partijen die in het parlement vertegenwoordigd zijn teneinde vervolgens autonoom een nieuwe kandidaat-premier (formateur) aan te duiden. Volgens de grondwet heeft de president maximaal 10 dagen om een nieuwe premier te benoemen. Als er na vier maanden nog geen regering gevormd is, kan de president het parlement ontbinden en nieuwe verkiezingen uitschrijven. Niemand kan zowel lid zijn van de regering als van de parlement. De regering is verantwoording verschuldigd aan het parlement.
De Eerste minister is ook verantwoordelijk voor:
- Uitvaardigen van regeringsbesluiten na overleg met de ministerraad.
- Opzetten, wijzigen en het ontbinden van ministeries evenals het bepalen van hun mandaten en bevoegdheden.
- Ontslaan van een of meer leden van de regering.
- Oprichting, wijziging en ontbinding van openbare instellingen, openbare ondernemingen en administratieve afdelingen alsmede het vaststellen van hun mandaten en autoriteiten, na beraadslaging in de ministerraad, behalve in het geval van instellingen, ondernemingen en afdelingen onder de bevoegdheid van de president, die zijn opgericht, gewijzigd of ontbonden op een voorstel van de president.
- Nomineren en ontslaan van personen in hogere burgerlijke functies. Deze posities zijn bij wet geregeld. Het regeringshoofd informeert de president over de beslissingen.

In overeenstemming met artikel 101 van de Grondwet kunnen geschillen tussen de president en de eerste minister binnen een week door het constitutionele hof worden opgelost.

#### Vergadering van Volksvertegenwoordigers (parlement)
Het Tunesische parlement heeft één kamer, wordt gekozen voor een termijn van vijf jaar en is de hoogste wetgevende macht in Tunesië. Artikel 60 waarborgt de rechten van de parlementaire oppositie en voorziet een gegarandeerde adequate en effectieve vertegenwoordiging in alle comités (commissies) evenals in alle interne en externe activiteiten van de Vergadering van Volksvertegenwoordigers.
Elke Tunesische burger die ten minste 18 jaar oud is heeft stemrecht. Tunesiërs die in het buitenland wonen kunnen ook gaan stemmen en hebben hun eigen vertegenwoordiging in het Parlement. Iedereen die ten minste 10 jaar houder is van de Tunesische nationaliteit en ten minste 23 jaar oud is kan kandidaat zijn voor parlementsverkiezingen.
Alleen het regeringshoofd kan wetsvoorstellen van financiële aard indienen of een internationaal verdrag ratificeren. Gewone wetsvoorstellen worden aangenomen door een eenvoudige meerderheid van de afgevaardigden. De ontwerpen van organieke wetten worden aangenomen met een absolute meerderheid van de leden van de vergadering.
Geen enkel lid van de volksvertegenwoordiging kan worden vervolgd voor daden of woorden die zijn uitgesproken in verband met zijn parlementaire taken. Elk lid is ook immuun voor vervolging wegens een misdrijf terwijl hij in functie is, tenzij zijn parlementaire immuniteit wordt opgeheven. Er zijn minimaal 7 parlementsleden nodig om een fractie te vormen.
Wanneer de vergadering wordt ontbonden, kan de president, met instemming van het regeringshoofd, bij besluit regeren. De door de president vastgestelde wetsbesluiten moeten vervolgens tijdens de eerste gewone zitting door de nieuwe vergadering worden goedgekeurd.
De Vergadering van Volksvertegenwoordigers kan ook het regeringshoofd voor een periode van maximaal twee maanden de bevoegdheid verlenen om wetsbesluiten uit te vaardigen. De steun van drie vijfde van de leden is vereist voor de toekenning van dergelijke macht. Geen enkel besluit kan het kiesstelsel ondermijnen.
De grondwet kan worden herzien, op initiatief van één derde van de parlementsleden of de president van de Republiek. Elke voorgestelde herziening van de Grondwet is onderworpen aan toetsing door het grondwettelijk hof, het zorgt ervoor dat de voorgestelde herziening geen gevolgen heeft voor items waarvan de wijziging door de Grondwet verboden is. De herziening moet worden goedgekeurd door twee derde van de leden van de Vergadering van Volksvertegenwoordigers en vervolgens worden onderworpen aan een referendum.

#### Rechterlijke macht
De rechterlijke macht is onafhankelijk en neutraal. Rechters genieten immuniteit van vervolging. De vrije en onafhankelijke uitoefening van de advocatuur is gegarandeerd. Rechters kunnen niet worden ontslagen of geschorst. Ze kunnen niet worden overgeplaatst zonder hun toestemming. Disciplinaire sancties vallen onder de bevoegdheid van de opperste justitiële raad.
Iedereen heeft recht op een eerlijk proces binnen een redelijke termijn en heeft het recht om in beroep te gaan tegen de uitspraak. Hoorzittingen zijn openbaar. Elke inmenging in het werk van justitie is verboden. Het instellen van speciale rechtbanken is niet toegestaan. Militaire rechtbanken zijn alleen bevoegd om militaire misdrijven te vervolgen.
Gerechtelijke beslissingen worden genomen namens het volk en worden uitgevoerd in naam van de president van de republiek.

#### Lokaal bestuur
Tunesië is verdeeld in gouvernementen (provincies), delegaties (regio's) en gemeenten. Aan het hoofd van een gemeente staat een door de gemeenteraad gekozen burgemeester (sheikh).
Gemeentelijke en regionale raden worden gekozen door middel van algemeen kiesrecht, gouvernementele raden (provinciale raden) worden gekozen door leden van gemeentelijke en regionale raden.
Het gouvernement (wilayat in het Arabisch) is een territoriale collectiviteit van Tunesië te vergelijken met provincies waarvan men aan het hoofd een gouverneur vindt. Een gouverneur is de bewaarder van het staatsgezag en persoonlijk verantwoordelijk voor het bestuur van het gouvernement.

### Politieke partijen
De grootste politieke partij is (anno 2020) de islamistische Ennahda-beweging. Andere partijen zijn het populistische Qalb Tounes, het progressieven, pan-arabische Democratische Stroming, het seculiere Nidaa Tounes, het sociaalliberale, Congres voor de Republiek, het sociaaldemocratische Democratisch Forum voor Arbeid en Vrijheid en het liberale Afek Tounes.

### Jasmijnrevolutie
In januari 2011 vond de Jasmijnrevolutie plaats, die na een periode van zware protesten leidde tot de val van het regime van president Zine El Abidine Ben Ali. Het Kwartet voor Nationale Dialoog in Tunesië, bestaand uit vier organisaties, heeft er door samenwerking voor gezorgd dat de Jasmijnrevolutie in Tunesië een vreedzaam vervolg kreeg. Het Kwartet kreeg in 2015 de Nobelprijs voor de Vrede.

### Staatshoofden van Tunesië
| Koninkrijk Tunesië (1956-1957): |                                             |                                                          |                                                          |
|                                 | Muhammad al-Amin                            | (sinds 1943 bei van het Franse protectoraat van Tunesië) | (sinds 1943 bei van het Franse protectoraat van Tunesië) |
| Republiek Tunesië (sinds 1957): |                                             |                                                          |                                                          |
|                                 | Habib Bourguiba                             | (1957-1987)                                              | PSD                                                      |
| Zine El Abidine Ben Ali         | (1987-2011)                                 | Rassemblement Constitutionel Démocratique (RCD)          |                                                          |
| Mohamed Ghannouchi              | (waarnemend, 14-15 jan 2011)                | RCD                                                      |                                                          |
| Fouad Mebazaa                   | (waarnemend, 15 jan - 13 dec 2011)          | Partijloos                                               |                                                          |
| Moncef Marzouki                 | (interim, 2011-2014)                        | CPR                                                      |                                                          |
| Beji Caid Essebsi               | (2014-2019)                                 | Nidaa Tounes (NT)                                        |                                                          |
| Mohamed Ennaceur                | (waarnemend, 25 juli 2019- 23 oktober 2019) | NT                                                       |                                                          |
| Kais Saied                      | (23 oktober 2019 - heden)                   | Partijloos                                               |                                                          |

## Militair
In 2023 besteedde Tunesië 2,5% van het bbp aan militaire uitgaven.
In 2016 hadden de Tunesische strijdkrachten 40.500 mensen in actieve dienst en was er een militaire reserve van 12.000 man. Men had de beschikking over 180 tanks, 679 pantservoertuigen en 162 stuks getrokken artillerie, over 50 schepen (waaronder 26 kustwachtvaartuigen) en 141 luchtvaartuigen (waaronder 76 helikopters).
Tunesië heeft deelgenomen aan vredesoperaties in de DROC en Ethiopië/Eritrea. Het leger heeft een apolitieke rol bij de verdediging van het land tegen externe bedreigingen. In januari 2011 heeft het leger tevens de verantwoordelijkheid op zich genomen voor de binnenlandse veiligheid.

## Internationaal
Tunesië wordt, net zoals de andere Maghreblanden, gerekend tot de Arabische wereld en de MENA-regio.
Tunesië heeft relaties met zowel de Europese Unie, met wie het een associatieovereenkomst heeft, als met de andere landen van de Arabische wereld. Tunesië is ook lid van de Arabische Liga en de Afrikaanse Unie, en heeft sterke banden met vooral voormalige kolonisator Frankrijk, door middel van economische samenwerking, industriële modernisering en privatisatieprogramma's. De benadering van het conflict tussen Israël en de Palestijnen maakte het tot tussenpersoon in de Midden-Oostendiplomatie. Voormalig president Zine El Abidine Ben Ali handhaafde het beleid om goede betrekkingen te zoeken met het westen en tegelijkertijd een actieve rol te spelen in de Arabische en Afrikaanse regionale organisaties. Zijn voorganger president Habib Bourguiba nam een niet-gebonden standpunt in, maar benadrukte nauwe betrekkingen met Europa en de Verenigde Staten.
Het land is lid van de volgende internationale organisaties:
- de Verenigde Naties (sinds 12 november 1956)
- de Arabische Liga (sinds 1958)
- de Organisatie voor Islamitische Samenwerking (sinds 1969)
- de Francophonie (sinds 1970)
- de Unie van de Arabische Maghreb (sinds 1989)
- de Wereldhandelsorganisatie (sinds 29 maart 1995)
- de Mediterrane Dialoog van de NAVO (sinds februari 1995)
- de Afrikaanse Unie (sinds 9 juli 2002)